# 开罗广场

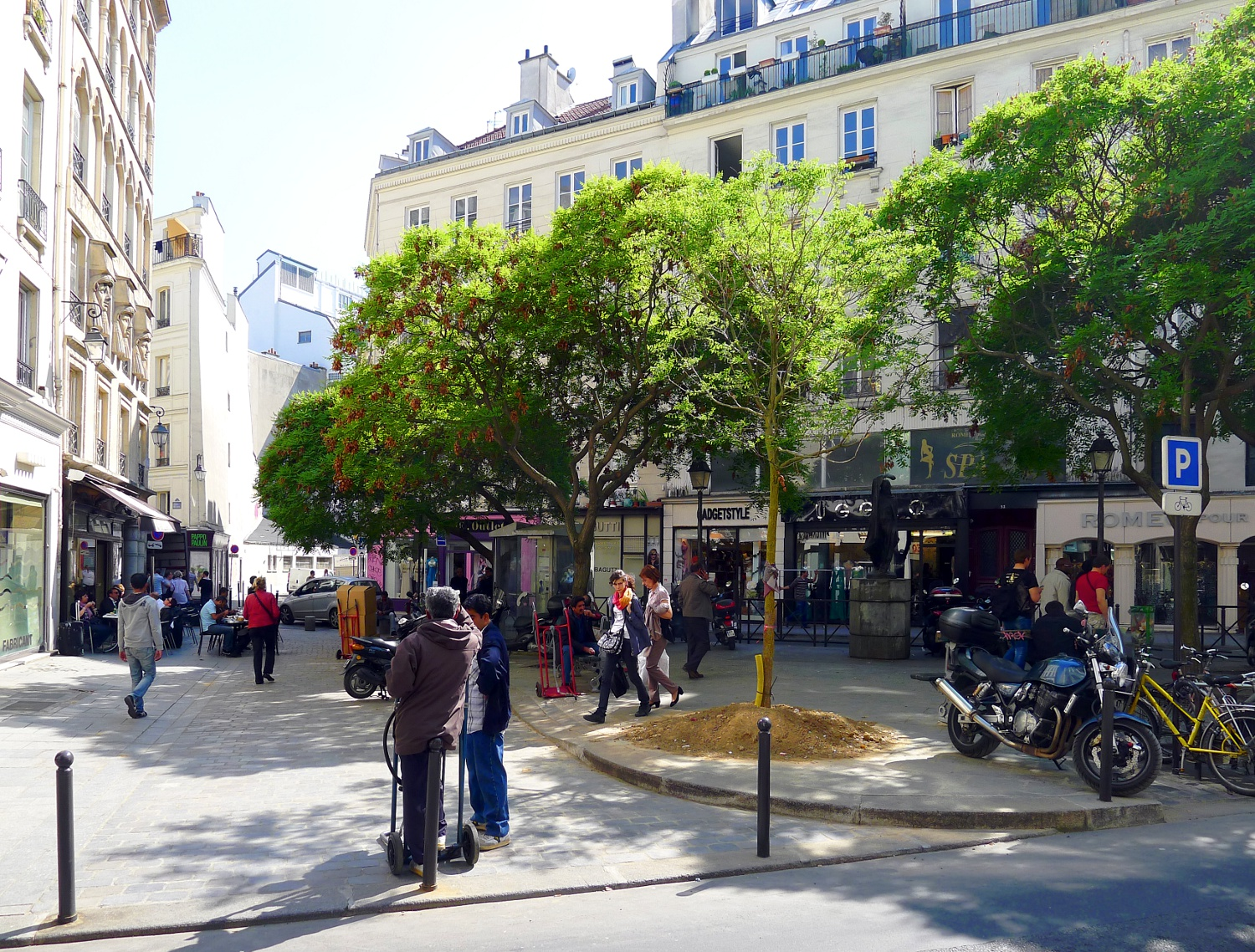

开罗广场（Place du Caire）是法国巴黎的一个广场，位于巴黎第二区北端。这是一个三角形的广场，边长约25米，开辟于1799年。周边街道包括开罗街（Rue du Caire）以及阿布奇街（Rue d'Aboukir）。
开罗拱廊街（passage du Caire）的一个入口设于开罗广场。

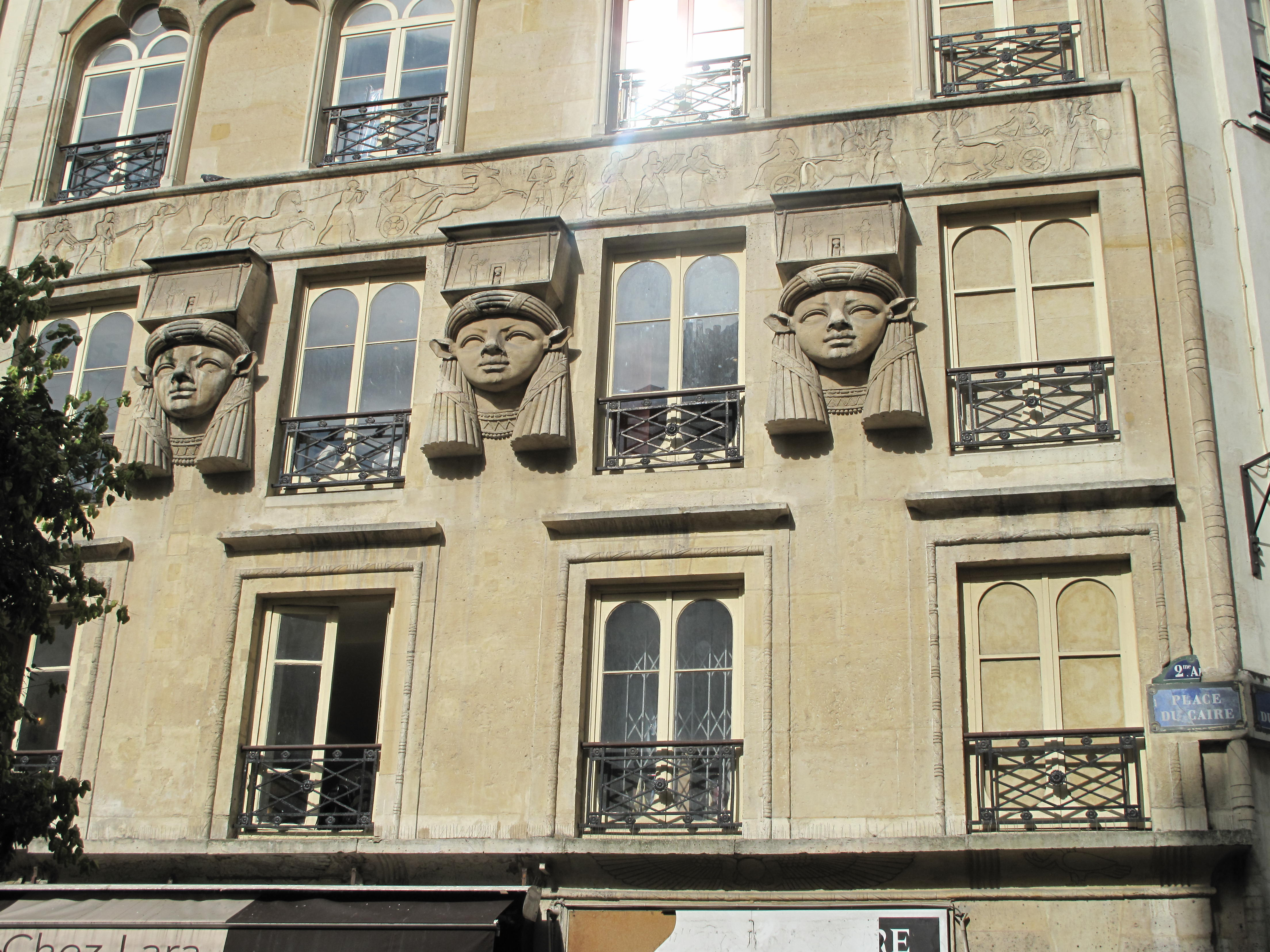
开罗广场2号
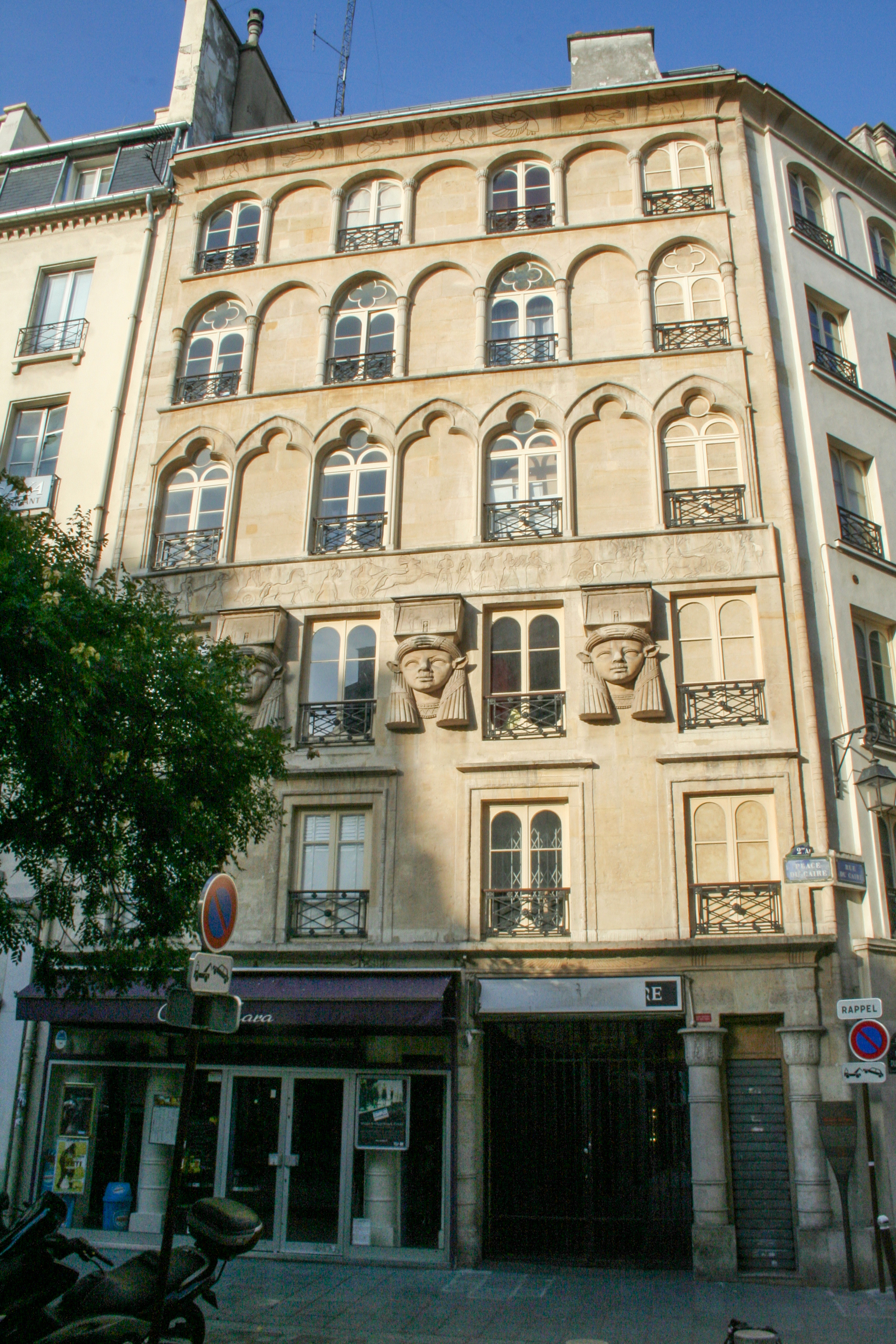
开罗拱廊街入口
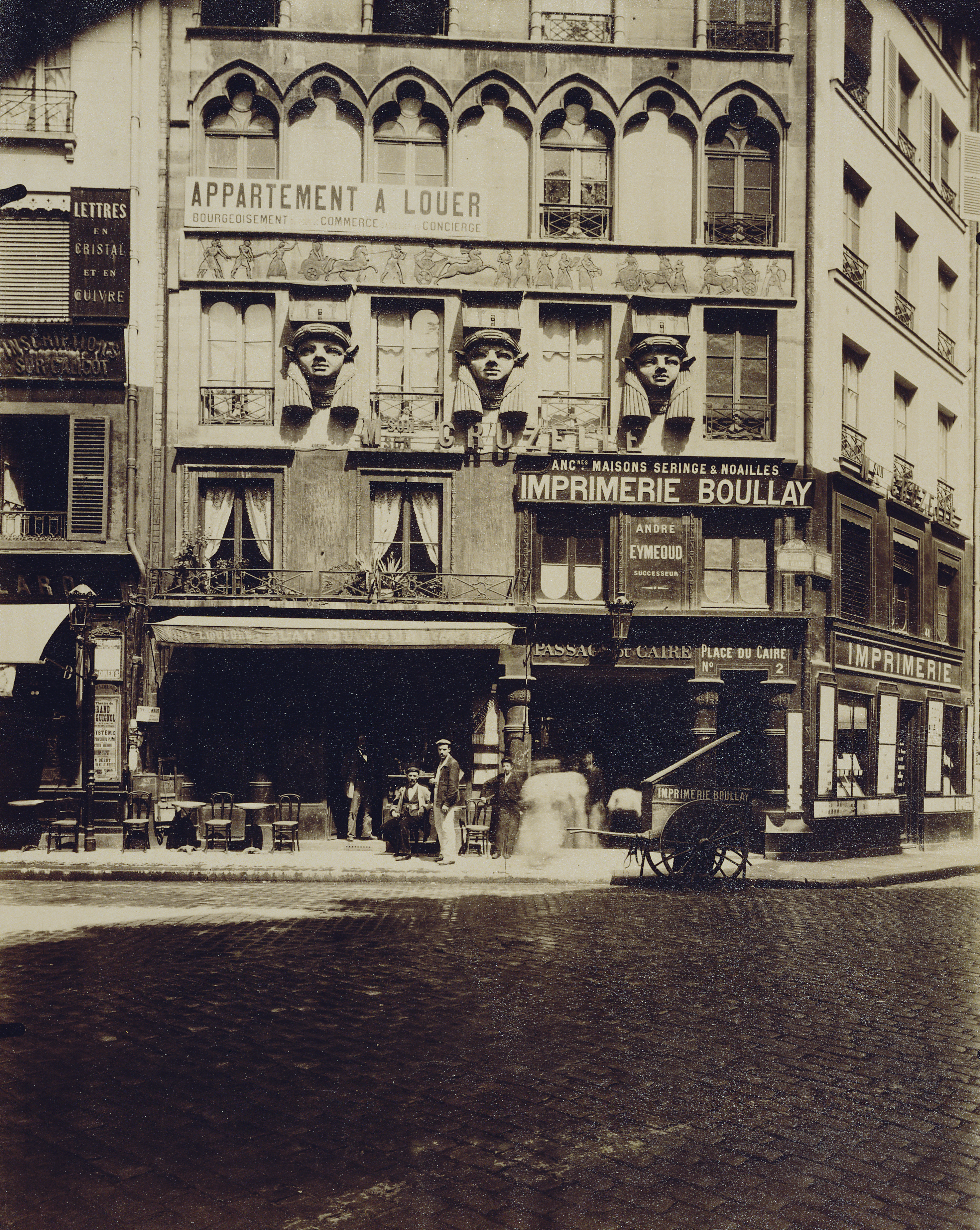